# Герит Доу
Герит Доу или Герард Доу (на нидерландски: Gerrit Dou) е нидерландски художник от Златния век, принадлежащ на школата на т.нар. фейншилдери. Специализирал се е в битова живопис и е известен с добре изразената светлосянка в картините си.

## Галерия
- Готвачка
- Астроном със свещ
- На прозореца
- Жена, изливаща вода в съд